# Geeste (rivier)
De Geeste is een rivier in Nedersaksen, Duitsland, die als laatste zijrivier bij Bremerhaven uitmondt in de Wezer.
Vlak voor de monding bevindt zich een stormvloedkering onder de Kennedybrücke, die in 1961 gereed kwam. In het laatste stuk meandert de rivier sterk.

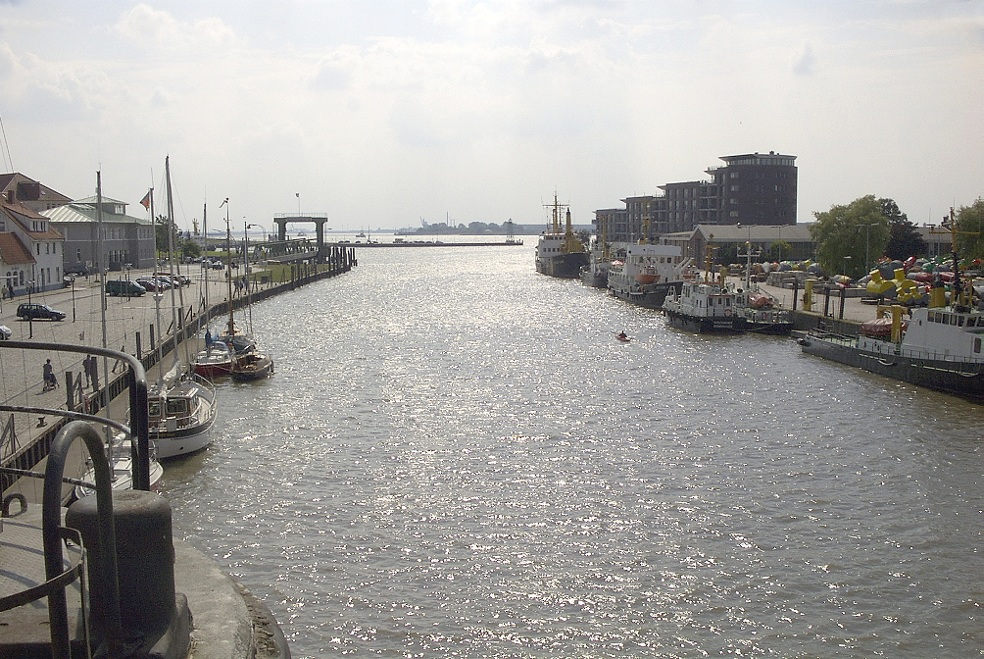
Monding bij Bremerhaven
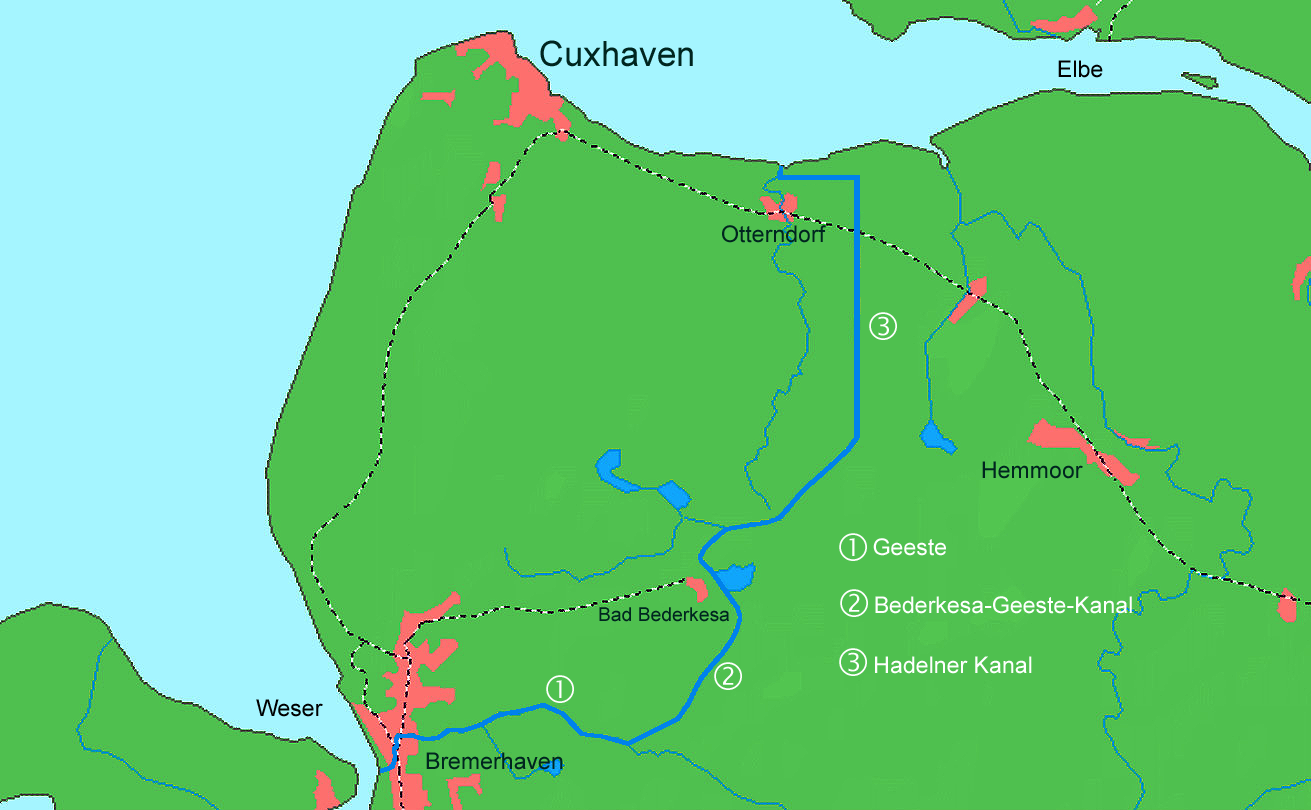
De  Geeste , het westelijkste deel van de scheepvaartroute Elbe <--> Wezer
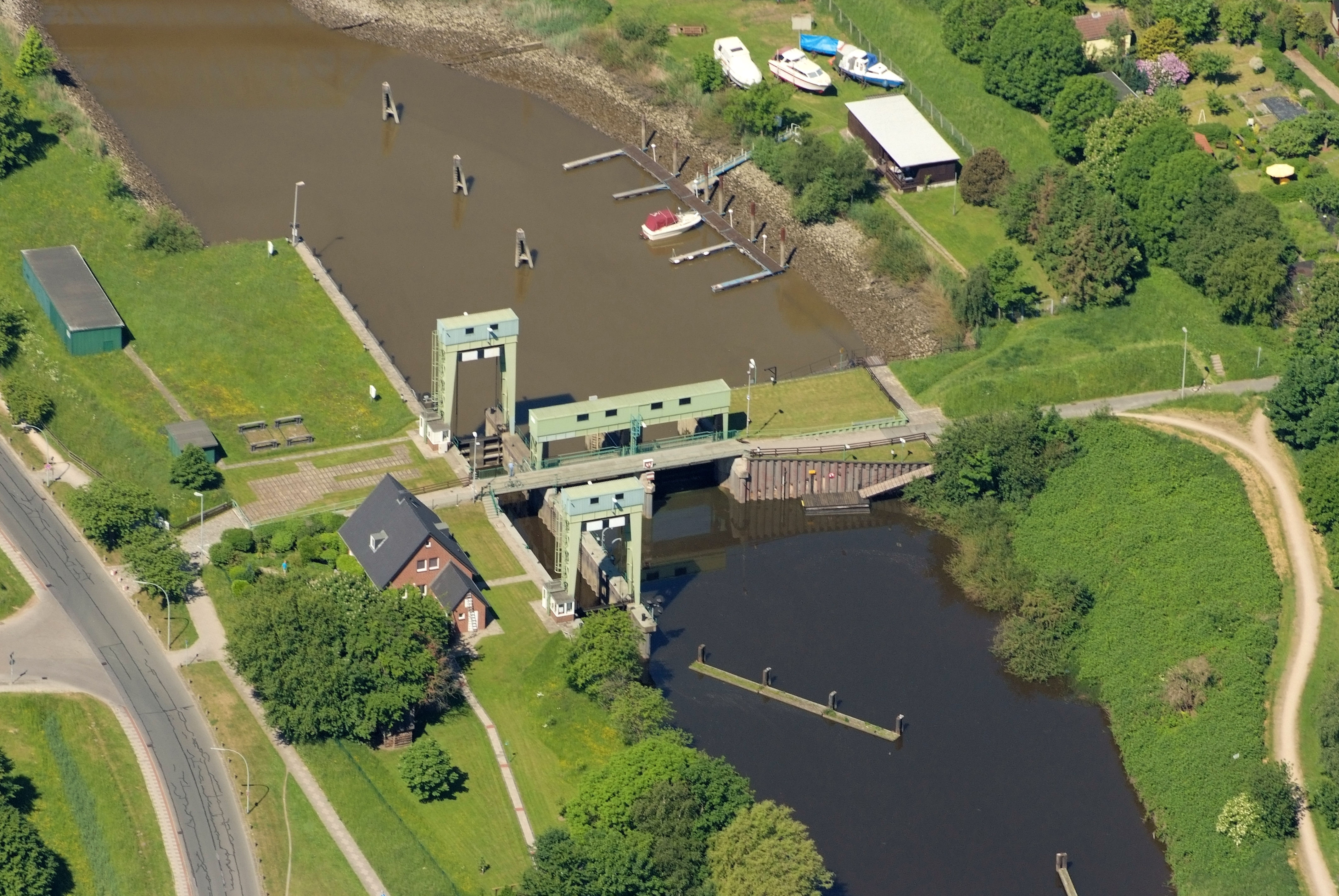
Geeste-sluis te Bremerhaven
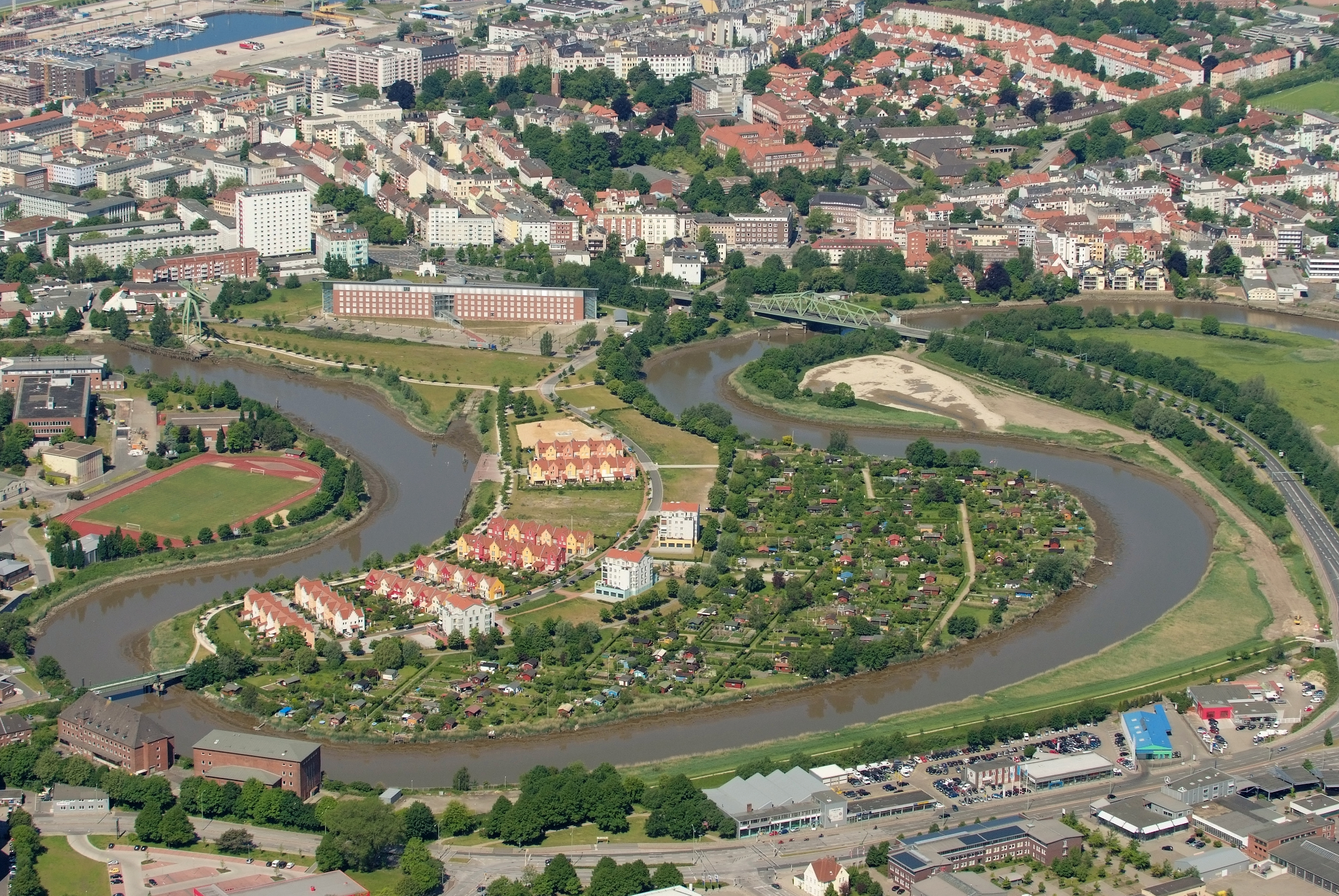
Geeste-meander in Bremerhaven